# European Synchrotron Radiation Facility

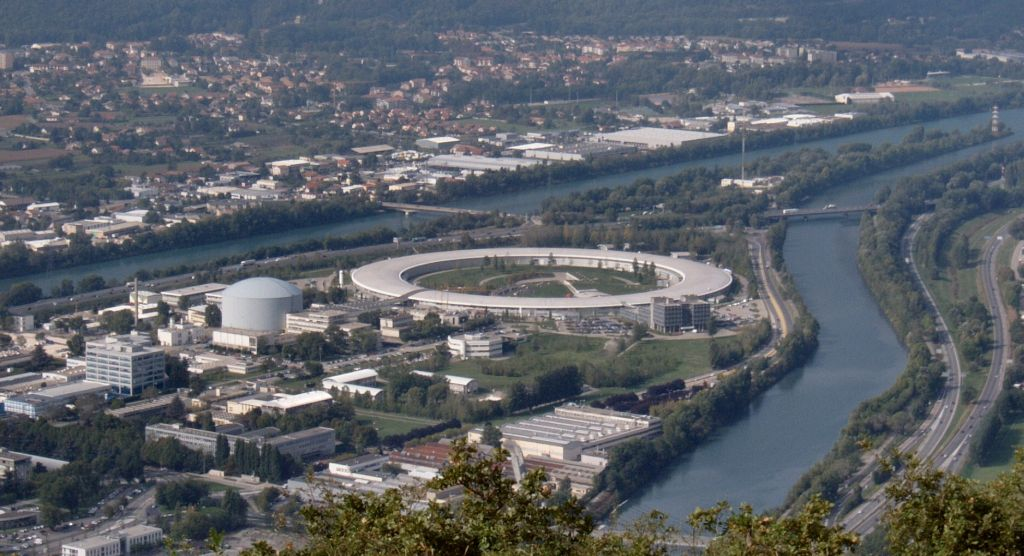
European Synchrotron Radiation Facility, Grenoble.

O European Synchrotron Radiation Facility (ESRF) é um dos três maiores síncrotrons atualmente em operação,[carece de fontes?] junto do Advanced Photon Source do Argonne National Laboratory nos Estados Unidos e do Spring-8 em Hyogo, no Japão. Esta é uma das fontes de raios X mais energéticas no mundo.[carece de fontes?]
Foi entregue à comunidade científica no início de 1994 e inaugurada em Grenoble (França) em 30 de setembro de 1994. Este acelerador de partículas de 844 metros de circunferência permite a exploração de matéria viva à escala atómica, é financiado por 22 países-membros e anualmente recebe cerca de 7 000 pesquisadores.

## Estados membros
- África do Sul
- Alemanha
- Áustria
- Bélgica
- Dinamarca
- Eslováquia
- Espanha
- Finlândia
- França
- Hungria
- Índia
- Israel
- Itália
- Noruega
- Países Baixos
- Reino Unido
- Portugal
- Polónia
- Chéquia
- Rússia
- Suécia
- Suíça